# Argyrolopha costibarbata
Argyrolopha costibarbata là một loài bướm đêm trong họ Noctuidae.